# Raputia praetermissa
Raputia praetermissa är en vinruteväxtart som beskrevs av Pirani & Kallunki. Raputia praetermissa ingår i släktet Raputia och familjen vinruteväxter. Inga underarter finns listade i Catalogue of Life.